# Nazionale maschile di hockey su ghiaccio della Danimarca
La nazionale di hockey su ghiaccio maschile della Danimarca (Danmarks ishockeylandshold) è la squadra che rappresenta la Danimarca nelle competizioni internazionali di hockey su ghiaccio. La rappresentativa danese ha partecipato una sola volta ai Giochi olimpici, nel 2022, e, dal 1949, anno del suo debutto, al 2002, non aveva mai partecipato ad un'edizione del gruppo A dei mondiali. Nel 2003 ha debuttato nel gruppo A con una sorprendente vittoria per 5-2 contro gli Stati Uniti e un pareggio per 2-2 contro il Canada. Da allora, è sempre rimasta nel Gruppo A, ed è arrivata fino al 12º posto della classifica mondiale IIHF nel 2007.

## Giocatori più rappresentativi
- Frans Nielsen
- Jannik Hansen
- Peter Regin
- Lars Eller
- Philip Larsen
- Mikkel Bødker
- Morten Madsen